# Kroniki lombardu
Kroniki lombardu (ang. Pawn Shop Chronicles) – amerykański film komediowy z gatunku akcja z 2013 roku w reżyserii Wayne’a Kramera. Wyprodukowany przez wytwórnię Anchor Bay Films.
Premiera filmu miała miejsce 12 lipca 2013 roku w Stanach Zjednoczonych.

## Fabuła
Mało rozgarnięty rzezimieszek Vernon (Lukas Haas) i jego kumple zastawiają w lombardzie swoją strzelbę. Ich losy splatają się z historią młodego małżeństwa, któremu brakuje pieniędzy na podróż poślubną oraz niespełnionego sobowtóra Elvisa (Brendan Fraser).

## Obsada
Źródło: Filmweb
- Paul Walker jako Raw Dog
- Matt Dillon jako Richard
- Brendan Fraser jako Ricky
- Elijah Wood jako Johnny Shaw
- Vincent D’Onofrio jako Alton
- Pell James jako Cyndi
- Thomas Jane jako mężczyzna
- Lukas Haas jako Vernon
- Chi McBride jako Johnson
- Ashlee Simpson jako Theresa
- Kevin Rankin jako Randy

i inni.